# Friedrich Loos

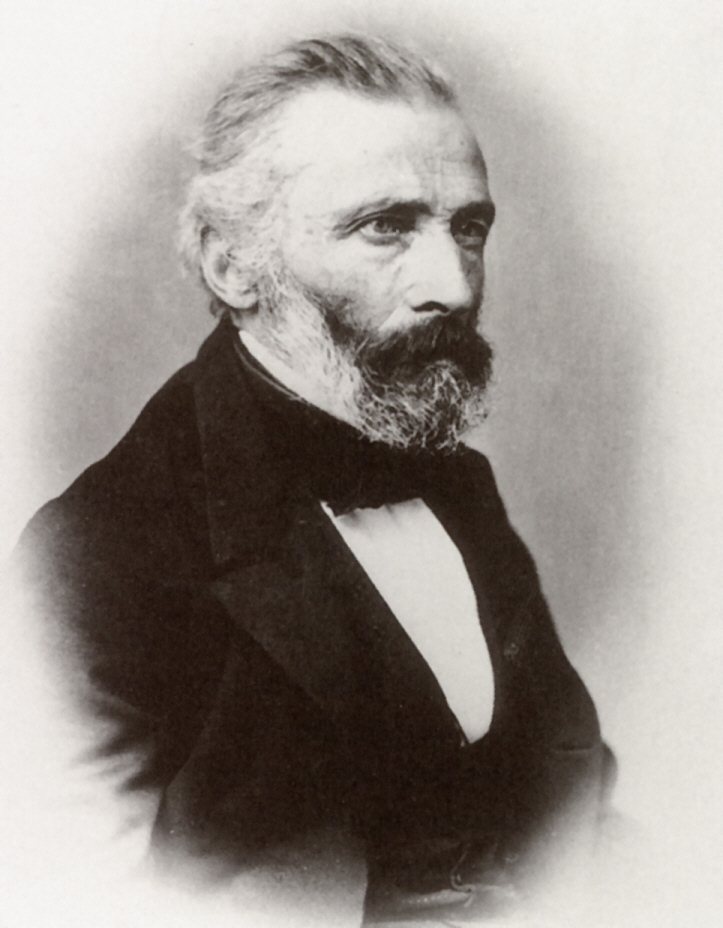
Friedrich Loos

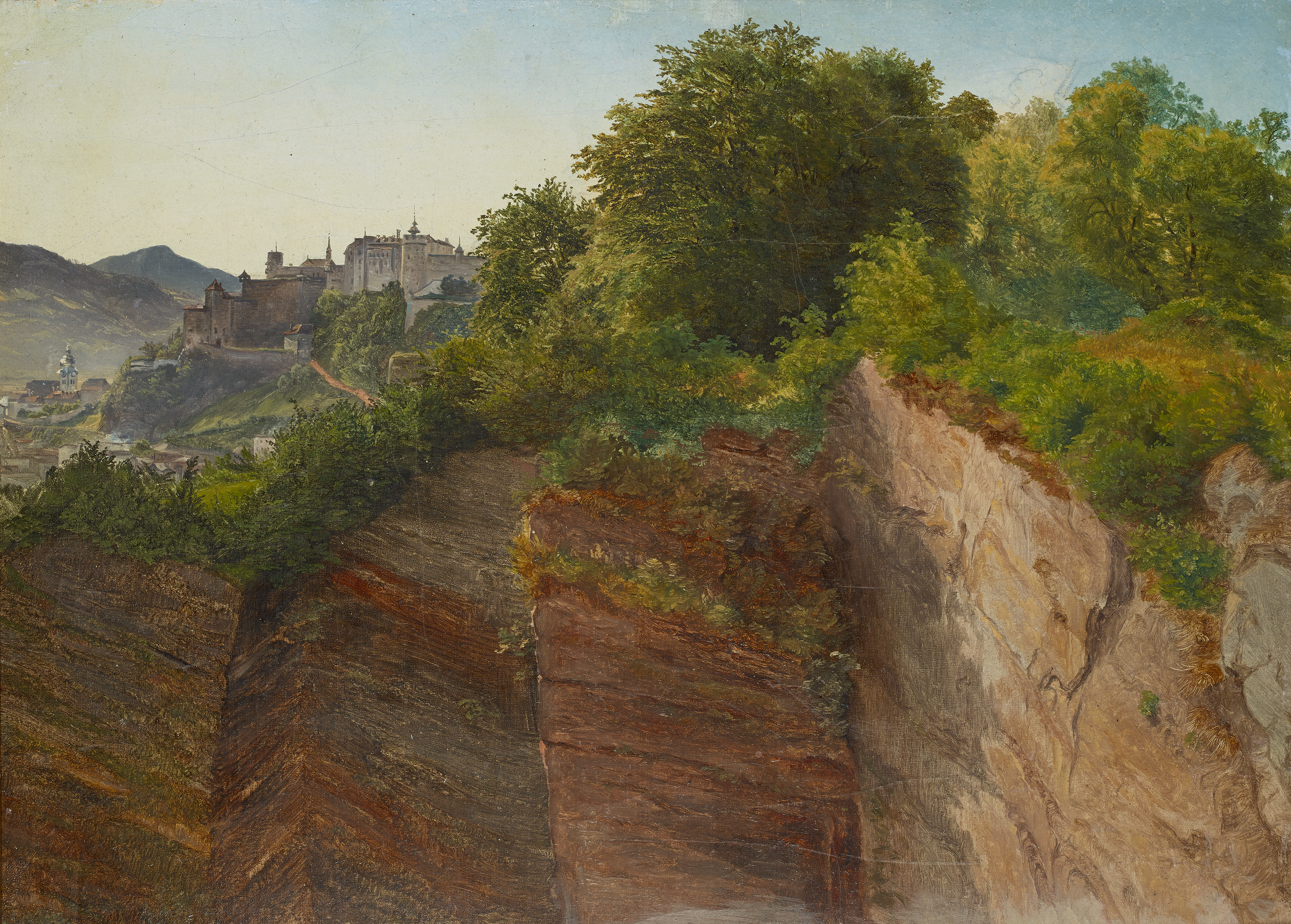
Blick vom Salzburger Mönchsberg auf die Festung Hohensalzburg, um 1830, Belvedere, Wien

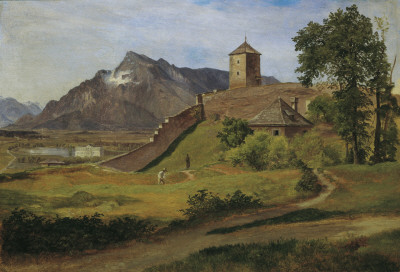
Der Falkenturm auf dem Mönchsberg

Friedrich Loos (* 29. Oktober 1797 in Graz; † 9. Mai 1890 in Kiel) war ein österreichischer Maler.

## Kindheit und Ausbildung in Wien
Loos Vater war Lederfärber und siedelte schon kurz nach der Geburt seines Sohnes mit der Familie nach Wien über. Bereits in der evangelischen Schule erhielt Friedrich Loos Zeichenunterricht von Joseph Rebell, der ihm aufgrund der Armut seiner Eltern unentgeltlich Zutritt zu seinen Kursen ermöglichte. 1811 verließ Loos die Schule, machte jedoch keine Handwerksausbildung, wie es sein Vater wollte, sondern besuchte für zwei weitere Jahre die Realschule.
1813 schrieb er sich zunächst nur für ein Semester an der Akademie der bildenden Künste in Wien ein, um danach die Stelle eines Zeichenlehrer-Gehilfen an seiner alten evangelischen Schule anzunehmen. Diese Vorbildung ermöglichte ihm dann, von 1816 bis 1821 ein reguläres Studium an der Akademie aufzunehmen. Dort wurde er Schüler von Joseph Mössmer und Josef Fischer in der Landschaftszeichnung und Landschaftsmalerei sowie von Johann Friedrich Leybold in der Radiertechnik. Hauptvorbild wurde für ihn der Barocklandschaftsmaler Claude Lorrain. Einem Ratschlag seines Professors Fischer folgend, war Loos jedoch nach dem Studium zunächst ausschließlich als Graphiker tätig. Seine ersten Werke entstanden in den österreichischen Alpen und Flachland des heutigen Burgenlandes zwischen 1821 und 1823. 1823 erhielt er eine Zeichenlehrerstelle bei Graf Zichy in Ungarn.

## Schaffensphase in Leipzig und Salzburg (1824–1835)
Nach seiner Rückkehr nach Wien 1824, lernte Loos den Leipziger Kaufmann und Kunstsammler Maximilian Speck von Sternburg kennen, der ihn überredete, als Reproduktionsstecher seine Kunstsammlung in einem illustrierten Katalog abzubilden. Loos folgte Speck von Sternburg daher für zwei Jahre nach Leipzig, verbrachte aber die Sommermonate mit der Familie seines Förderers auf dessen Gut in Lützschena. Dort entstanden eine Vielzahl von Pinsel- und Federzeichnungen, insbesondere von der neugeschaffenen Parklandschaft.
Im Sommer 1826 war seine Arbeit in Leipzig abgeschlossen und Loos kehrte über Dresden und Prag zurück nach Wien.
1826 folgte Loos seinem Studienfreund Johann Michael Sattler nach Salzburg, wo er u. a. bis 1829 als dessen Mitarbeiter an einem großen Panoramabild der Stadt mitarbeitete. Hier fand Loos seine Berufung als Landschaftsmaler, fertigte von Frühling bis Herbst Skizzen in der freien Natur, die er im Winter zu selbständigen Ölgemälden ausformte. Bereits 1826 entstand so sein erstes Hauptwerk Der Mönchsberg in Salzburg mit dem Josefsturm. In dieser seiner ersten Werkphase knüpfte er an seine Vorbilder Joseph Anton Koch und Carl Gustav Carus an. Seinen Unterhalt verdiente er mit Auftragsarbeiten zu Ölbildern und Zeichnungen. 1834 stellte er schließlich zum ersten Mal ein Werk mit dem Titel Salzburgische Alpengegend: Die Poch- und Waschwerke des Goldbergwerkes am hohen Sonnblick in Rauris auf der Wiener Akademie-Ausstellung vor.

## Schaffensphase in Wien, Klosterneuburg und Italien (1835–1852)
1835 nach Wien zurückgekehrt, war er sogleich wieder mit zwei Werken auf der Akademie-Ausstellung vertreten, und ein Jahr später wurde sein Ausstellungsstück Ein Herbstmittag aus dem salzburgischen Gebirge für die Kaiserlich-Königliche Galerie angekauft. In den anschließenden Jahren konnte Loos sodann gut von den Aufträgen leben, die er vom Hofe und von wohlhabenden Wiener Kunstfreunden erhielt. Seine Motive erwanderte er sich in der umliegenden Bergwelt und entlang der Donau. 1840 machte er seine erste Studienreise nach Istrien, wo er Studien der mediterranen Landschaft fertigte. 1842 zog er nach Klosterneuburg. In dieser Phase wurden seine Panoramalandschaften um arbeitende Landbevölkerung und Tiere ergänzt. 1846 brach Loos schließlich nach Italien auf und kam über Graz, Triest, Venedig und Florenz schließlich nach Rom, wo er eine Wohnung in der Via della Quattro Fontane 29 bezog. Im April 1847 nahm er am letzten Cervarofest teil, welches deutsche Künstler in Rom seit 1824 feierten, und lernte so Johann Christian Reinhart, der als Vater der deutschen Künstlerkolonie in Rom galt, noch kurz vor dessen Tod kennen. Loos widmete ihm daraufhin das Erinnerungsblatt, mit dem er das Gedicht Die Sibylle von Cervaro seines Freundes Heinrich Stieglitz illustrierte. Stieglitz begleitete ihn 1847 auch auf seinen malerischen Streifzügen durch Rom. Mehrfach besuchte Loos auch die Campagna und die Albaner Berge.
1848 kam es in Rom zum Aufstand gegen den Kirchenstaat. Loos verließ die Stadt aufgrund der Unruhen und ging nach Neapel, obwohl er während des zeitgleichen Wiener Oktoberaufstandes ideologisch auf Seiten der Demokraten stand. Nach der Niederschlagung der Aufständischen und einem Besuch auf der Insel Capri kehrte er jedoch schon im Herbst 1849 zurück nach Rom. Dort begann er sogleich mit seinen italienischen Hauptwerken, den beiden Panoramen der antiken und der modernen Stadt Rom, die er erst 1851 abschloss. Nach einer Ausstellung dieser und weiterer 17 Einzelgemälde in seinem Studio an der Via di Ripetta 17 entschied sich Loos, mit seinen Werken auf Reisen zu gehen.

## Schaffensphase in Bremen und Kiel (1852–1890)
Im Juni 1852 verließ Loos Rom und reiste zunächst über Genua, den Lago Maggiore und das Tessin nach Luzern. Von dort ging es schließlich rheinaufwärts nach Düsseldorf, wo der berühmte Landschaftsmaler und Professor an der Kunstakademie Düsseldorf, Johann Wilhelm Schirmer, sich sehr positiv über seine Werke äußerte. Auf Vermittlung des Malers Wilhelm Herbig folgten Ausstellungen an der Preußischen Akademie der Künste in Berlin und im Krameramtshaus in Bremen. 1853 bis 1855 lebte er in Bremen, unternahm aber auch längere Reisen in die Umgebung, so z. B. im November 1853 auf Einladung des Großherzogs Peter II. von Oldenburg, um dort seine Bilder auszustellen.
1855 brach er schließlich gen Norden auf und kam auf der Reise über Hamburg nach Kopenhagen auch nach Kiel, wo er sich bei seiner Rückkehr aus Kopenhagen im November 1855 niederließ. In Kopenhagen hatte er mit Unterstützung von Vilhelm Marstrand seine Bilder in der Königlich Dänischen Kunstakademie ausgestellt, in Kiel war es dagegen die Kunstmäzenin Lotte Hegewisch, die ihn förderte und zusammen mit Gustav Ferdinand Thaulow zum dauerhaften Verbleib in der Hansestadt bewegte. Von Kiel aus unternahm Loos 1856 eine längere Reise nach Norwegen und besuchte Oslo und Hamar. 1857 gründete er in Kiel zusammen mit den Malern Friedrich Ernst Wolperding und Theodor Rehbenitz sowie dem Schriftsteller Klaus Groth den Kieler Kunstverein. Von Kiel aus lockte ihn sein Förderer Großherzog Peter II. von Oldenburg in den folgenden 10 Jahren immer wieder auf seine Sommerresidenz ins naheliegende Eutiner Schloss, von wo aus Loos während der Sommermonate Eutin und Ostholstein bereiste und Naturstudien anfertigte, die er in der Winterzeit in seinem Kieler Atelier ausarbeitete.
Nachdem im Februar 1861 Theodor Rehbenitz als Universitätszeichenlehrer der Universität Kiel verstorben war, bewarb sich Loos um dessen Nachfolge, hatte aber zunächst gegenüber Louis Gurlitt das Nachsehen. Erst als die königliche Regierung in Kopenhagen die Berufung Gurlitts wegen dessen Anhängerschaft zur Augustenburger Linie im dänischen Erbfolgestreit ablehnte, war der Weg im November 1863 für Loos zum Amtsantritt als akademischer Zeichenlehrer frei. Zu den Schülern von Loos gehörte u. a. Hans Storm, Sohn des Dichters Theodor Storm. Loos selbst schuf ab 1870 in seinem Werk nun wieder des Öfteren Federzeichnungen und Radierungen und besuchte u. a. die Region Schwansen (1870), die Insel Sylt (1874), Sonderburg (1875) und die Halbinsel Eiderstedt (1877). 1882 wurde ihm anlässlich seines 85. Geburtstages der Preußische Kronen-Orden 4. Klasse verliehen. Noch mit 91 Jahren malte Loos eines seiner Hauptwerke: Blick auf die Ruine des Tempels der Venus und Roma.
Mit 92 Jahren verstarb Friedrich Loos in Kiel. Er hinterließ ein eigenhändiges Werkverzeichnis für die Jahre 1817 bis 1866.

## Familie
Loos hatte 1832 in Salzburg Juliane Zaunrith geheiratet, die aus einer angesehenen Salzburger Buchhändlerfamilie stammte und die ihn zeitlebens begleitete.

## Werke
- Blick von der Hütteneckalm auf den Dachstein (Wien, Belvedere, Inv. Nr. 5158), Öl auf Holz, 36×51 cm
- Motiv aus Oberschützen (Wien, Belvedere, Inv. Nr. 3919), 1826, Öl auf Leinwand, 24×34 cm
- Der Mönchsberg in Salzburg mit dem Pulverturm (Wien, Belvedere, Inv. Nr. 3284), 1826, Öl auf Karton, 37×52 cm
- Blick vom Salzburger Mönchsberg auf die Festung Hohensalzburg (Wien, Belvedere, Inv. Nr. 3181), um 1830, Öl auf Karton, 30×40,5 cm
- Der Falkenturm auf dem Mönchsberg (Wien, Belvedere, Inv. Nr. 5465), 1835, Öl auf Karton, 29×41 cm
- Die Ramsau bei Berchtesgaden (Wien, Belvedere, Inv. Nr. 3776), 1836, Öl auf Leinwand, 59×73 cm
- Blick von Altmannsdorf gegen den Anninger (St. Pölten, Museum Niederösterreich, Inv. Nr. 1202), 1840, Öl auf Leinwand, 63×65 cm
- Spaziergänger in Waldlandschaft (Wien, Belvedere, Inv. Nr. 5467), Öl auf Karton, 20×25,5 cm
- Fernsicht auf Wien vom Bisamberg (Wien Museum), 1845, Öl auf Leinwand
- Der Marktplatz in Bremen (Focke-Museum, Bremen), 1853, Öl auf Leinwand, 84 × 108 cm
- Landschaft bei Waterneverstorf (Blick von Stöfs auf die Hohwachterbucht) ([Kiel, Kunsthalle, Gemäldenr. 496]), um 1860, 36*50 cm